# East Gonja
East Gonja är ett distrikt i Ghana.   Det ligger i regionen Norra regionen, i den centrala delen av landet, 300 km norr om huvudstaden Accra. Antalet invånare är 179 840. Arean är 9 351 kvadratkilometer.
Terrängen i East Gonja är platt.